# لیوتایوو
لیوتایوو (به لاتین: Lyutayevo) یک منطقهٔ مسکونی در روسیه است که در سرزمین آلتای واقع شده‌است.